# ジョージ・フォン・レンガーク・マイヤー

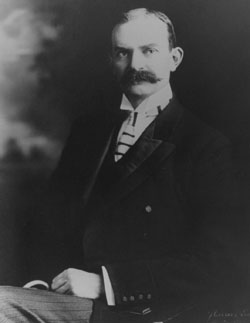
ジョージ・フォン・レンガーク・マイヤー

ジョージ・フォン・レンガーク・マイヤー（George von Lengerke Meyer, 1858年6月24日 - 1918年3月9日）は、アメリカ合衆国の実業家、政治家。1907年から1909年まで第43代アメリカ合衆国郵政長官を、1909年から1913年まで第40代アメリカ合衆国海軍長官を務めた。

## 生涯
1858年、マイヤーはマサチューセッツ州ボストンで生まれた。マイヤーの父親は東インド諸島と取引を行う商人であった。マイヤーは1879年にハーバード大学を卒業した。
マイヤーは1892年から1896年までマサチューセッツ州下院議員を務め、1894年からは同議長も務めた。その後マイヤーはイタリア駐在大使（1900年 - 1905年）およびロシア駐在大使（1905年 - 1907年）を務めた。マイヤーは日露戦争が激化している最中にロシア駐在大使として着任した。マイヤーはロシアに対して日本との講和を働きかけ、1905年9月のポーツマス条約締結を支援した。
1907年3月から1909年3月まで、マイヤーはセオドア・ルーズベルト大統領の下で郵政長官を務めた。マイヤーは郵政長官として、郵便貯蓄銀行の設立を行った。また自動車による郵便物の収集を導入し、業務の効率化を図った。
1909年3月、ウィリアム・タフトが新大統領に就任すると、タフトはマイヤーを海軍長官に任命した。マイヤーはタフト大統領の任期満了となる1913年3月まで海軍長官を務めた。マイヤーは海軍長官として、海軍機構の改革、50余隻の戦艦・巡洋艦の総点検、海軍造船所の改築を実施した。またマイヤーは海軍の航空活動のための最初の実験を試み、航空機が艦船上で離着艦可能なことを実証した。
海軍長官退任後、マサチューセッツ州に帰郷した。マイヤーは後任の海軍長官ジョセファス・ダニエルズに対する批評家となり、またルーズベルトの政治活動を支援した。
1918年、マイヤーはマサチューセッツ州ボストンで死去した。
マイヤーの死後、合衆国海軍ではマイヤーの功績を称え、駆逐艦 USS Meyer (DD-279) にその名が付けられた。